# Willem Crul

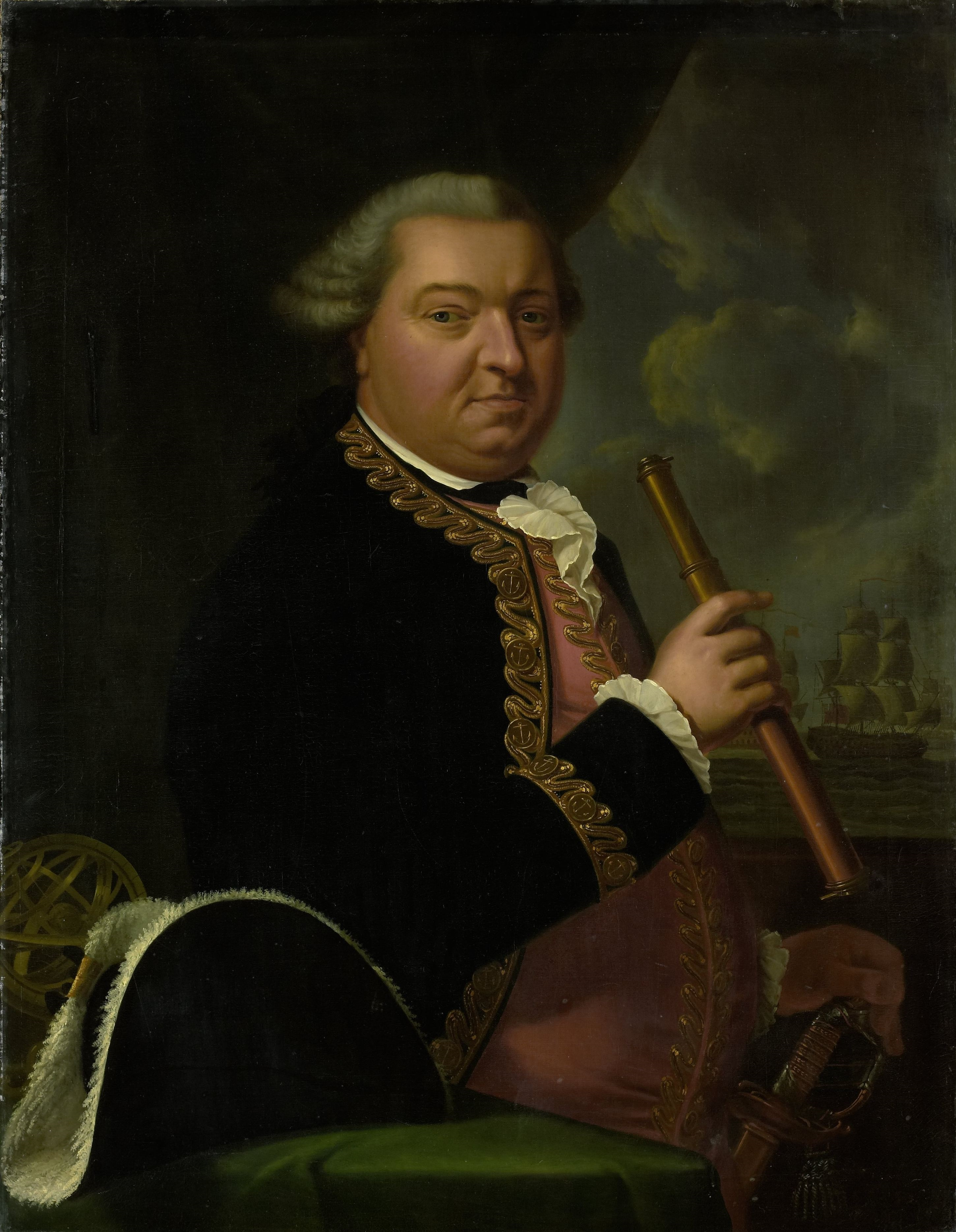

Willem Crul (Haarlem, 25 november 1721 - bij Sombrero, 4 februari 1781) was een Hollandse schout-bij-nacht.
Crul stamde uit de Haarlemse gegoede burgerij. Hij was een zoon van Cornelis Crul en Adriana Blaauwkamer. Zijn kort na zijn geboorte overleden vader was lid geweest van de Haarlemse rederijkerskamer Trou moet blycken. Zijn zuster Alexandrina Crul werd de moeder van Alexander Gogel. Crul trouwde met Sara Elisabeth Blaaukamer. Uit dit huwelijk werden ten minste twee dochters geboren, Adriana Crul (1753) (waarschijnlijk op jonge leeftijd overleden) en Johanna Crul (1764-1850).
In de jaren 1742-44 maakte hij als luitenant in dienst van de VOC op het schip de Anna een reis naar Batavia. Hij werd in 1752 benoemd tot kapitein ter zee aan de Maze. Nadat hij in 1753 in Den Bosch was gaan wonen kocht hij in Vught een huis voor zijn moeder en twee van zijn toen ongetrouwde zusters, Alexandrina en Elizabeth. In 1759 kocht hij de heerlijkheid Burgst.
In 1779 werd hij schout-bij-nacht voor een van de Hollandse admiraliteiten, vermoedelijk die van de Maze.. Bij het begin van de Vierde Engelse oorlog raakte hij in een zeegevecht toen hij op het linieschip Mars nabij het eiland Sombrero onverhoeds werd aangevallen door een Engels eskader. Op dat moment was Crul, die een flink aantal Hollandse koopvaardijschepen begeleidde, die vanuit Sint-Eustatius op weg waren naar het vaderland, er nog niet van op de hoogte dat er oorlog met Engeland was uitgebroken. Crul sneuvelde nadat hij en zijn bemanning zich lange tijd tegen een Engelse overmacht hadden verdedigd. Hij werd begraven op Sint Eustatius op de begraafplaats naast de gereformeerde kerk.
Dit maakte hem in Nederland tot een held. De collectie van het Rijksmuseum bevat maar liefst 21 werken die betrekking hebben op de gewelddadige dood van Willem Crul. Mogelijk heeft het feit dat zijn neef Alexander Gogel in het begin van de 19e eeuw een van de grondleggers was van de voorloper van het latere Rijksmuseum, hier iets mee te maken.